# Polaveno
Polaveno là một đô thị thuộc tỉnh Brescia trong vùng Lombardia ở Ý. Đô thị này có diện tích 9 km², dân số 2477 người.
Đô thị này giáp với các đô thị sau: Brione (Brescia), Gardone Val Trompia, Isea, Monticelli Brusati, Ome, Sale Marasino, Sarezzo, Sulzano.